# Шарапов, Владимир Максимович
Владимир Максимович Шарапов (13 марта 1894 — 1 марта 1972) — советский военачальник. Начальник конвойных войск НКВД СССР. Начальник штаба ряда армий в Великой Отечественной войне. Генерал-лейтенант (1944).

## Биография
Родился в 1894 году в селе Курдюки, ныне Инжавинского района Тамбовской области, из крестьян. Окончил сельскую школу и школу огнестойкого строительства, работал в хозяйстве отца и сезонным рабочим у подрядчика; мастер по бетону в землеустроительной комиссии (Кинешма).

## Карьера
В 1914—1918 годах служил в Русской императорской армии, участвовал в Первой мировой войне, прошел путь от рядового до фельдфебеля.
После Октябрьской революции примкнул к красным.
С 1918 года в РККА: окончил пехотные курсы РККА во Владимире и Тамбове в 1919 году. Агитатор военкомата Кирсановского уезда; командир роты 29-го стрелкового полка (Кинешма). С 1919 года — командир роты и батальона 125-го стрелкового полка 14-й стрелковой дивизии. С апреля 1920 — командир роты 13-го отдельного Донецкого батальона. С ноября 1920 — командир батальона 8-го и 1-го Украинских запасных полков.
Член РКП(б) с 1918 года. В 1921 исключён из партии за «непредставление сведений»[каких?], в 1924 восстановлен.
В органах ВЧК с апреля 1921 года, помощник командира Скалевского отдельного батальона по строевой части войск ВЧК Украины, с ноября 1921 — помощник командира 2-го батальона войск ВЧК Украины. С 1922 года командовал 6-й отдельной Очаковской ротой Одесского конвойного полка, командир 27-го отдельного погранвзвода, с апреля 1923 помощник начальника 4-й конвойной команды ГПУ (Одесса). С 1925 — помощник командира 1-го Отдельного конвойного батальона, с 1926 — командир 8-го отдельного конвойного батальона на Украине. С 1929 года был помощником командира и временно исполняющим должность командира 3-го конвойного полка. Окончил курсы «Выстрел» в 1931 году. С 1931 года — начальник учебно-строевой части 2-й Украинской конвойной дивизии ОГПУ. С 1932 года — командир 3-го и 8-го конвойных полков ОГПУ. В 1936 году — командир-военком 231-го полка конвойных войск НКВД.
С марта 1936 — начальник отделения в отделе боевой подготовки Управления пограничной и внутренней охраны (УПВО) НКВД ЗСФСР, с марта 1937 — начальник отдела боевой подготовки УПВО Грузинской ССР. С августа 1938 — начальник штаба пограничных и внутренних войск НКВД Грузинского округа.
С 8 марта 1939 по 26 февраля 1941 года — начальник Главного управления конвойных войск НКВД СССР, а с 26 февраля 1941 — начальник Управления конвойных войск НКВД СССР.

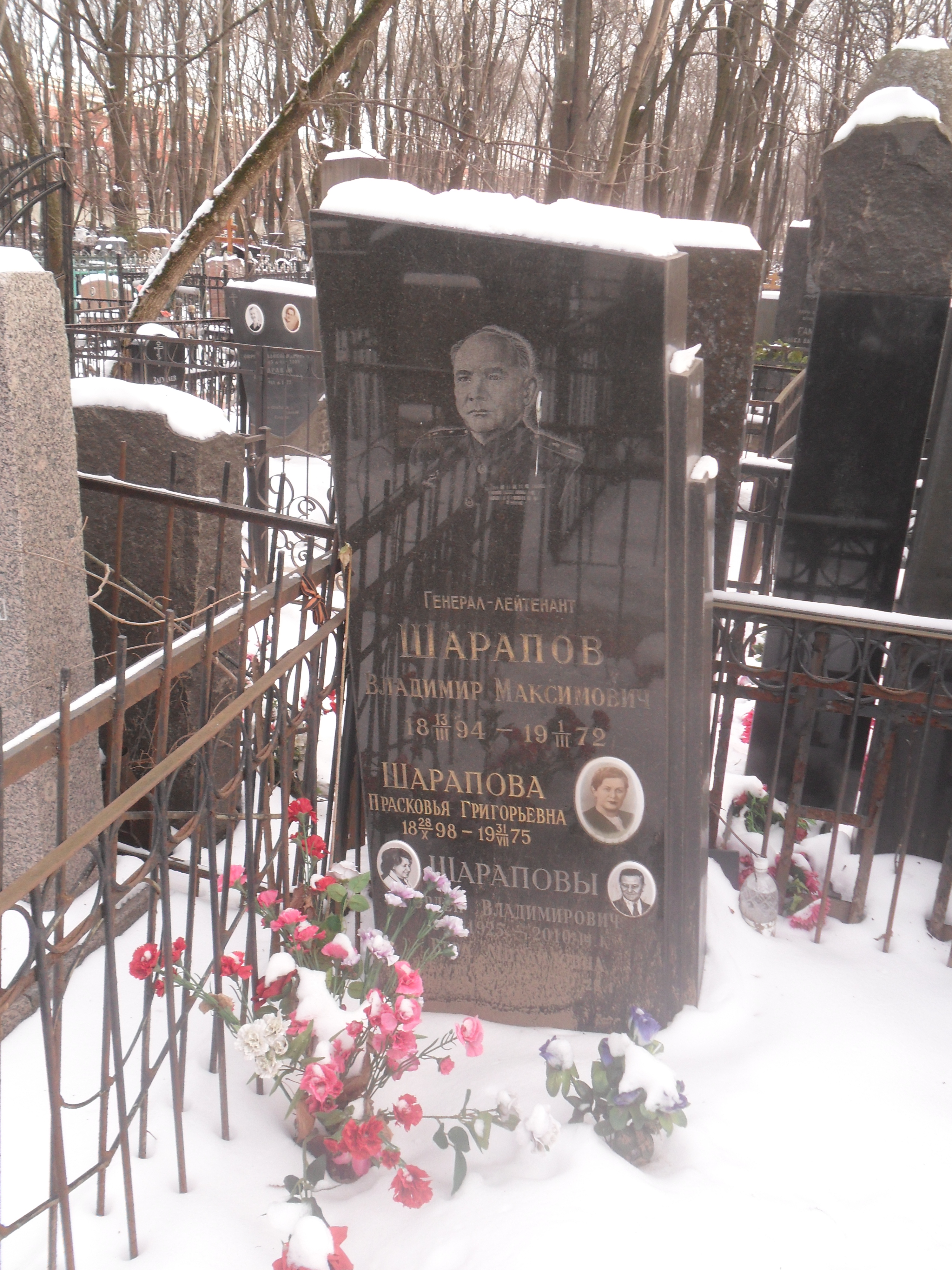
Могила Шарапова на Введенском кладбище Москвы.

Участник Великой Отечественной войны с июня 1941 года, когда был назначен начальником штаба 29-й армии. В июне 1942 года был ранен и находился на лечении в госпитале, в августе вновь приступил к своим прежним обязанностям. С 23 октября 1942 года — начальник штаба формирующейся в Свердловске Отдельной армии НКВД. 7 февраля 1943 года армия прибыла на Центральный фронт, была передана в состав Красной Армии и получила наименование 70-й армии, генерал Шарапов остался её начальником штаба и воевал в этой должности год. С января 1944 — начальник штаба 40-й армии на 2-м Украинском фронте.
В марте 1945 года убыл с фронта на лечение.
В сентябре 1945 года назначен начальником Военно-строительного управления войск НКВД СССР (Спецстрой). В марте 1950 года «Спецстрой» был передан из МВД в МГБ СССР. 26 марта 1952 года уволен на пенсию.
Жил в Москве. Умер в 1972 году, похоронен на Введенском кладбище (29 уч.).

## Воинские звания
- полковник (22.04.1936)
- комбриг (9.03.1939)
- комдив (29.04.1939)
- генерал-майор (4.06.1940)
- генерал-лейтенант (13.09.1944)

## Награды
- орден Ленина (21.02.1945);[3]
- 3 ордена Красного Знамени (5.05.1942, 27.08.1943, 3.11.1944);
- орден Кутузова I степени (17.05.1944);
- орден Суворова II степени (28.04.1944);
- орден Кутузова II степени (13.09.1944);
- орден Красной Звезды (26.04.1940);
- орден Трудового Красного Знамени Украинской ССР (1932);
- медали СССР;
- Почётный знак «Заслуженный работник МВД» (2.11.1948).